# Thanington
Thanington – wieś i civil parish w Anglii, w hrabstwie Kent, w dystrykcie Canterbury. Leży 3 km na zachód od miasta Canterbury i 87 km na wschód od centrum Londynu.